# Bent Andersen
Bent Andersen este un om politic danez, membru al Parlamentului European în perioada 1999-2004 din partea Danemarcii.
1. ↑   https://www.ft.dk/medlemmer/fhvmf/b/bent-hindrup-andersen Lipsește sau este vid: |title= (ajutor)
2. ↑  Folketing
3. ↑  Deputații în Parlamentul European